# Asianthrips taiwanus
Asianthrips taiwanus (лат.) — вид трипсов рода Asianthrips из семейства Phlaeothripidae (Thysanoptera).

## Распространение
Встречаются в Юго-Восточной Азии: остров Тайвань.

## Описание
Мелкие коричневые насекомые (длина около 1—2 мм) с четырьмя бахромчатыми крыльями. От близких видов отличаются следующими признаками: мезопрестернум и мезоэустернум широко слиты, с короткими швами между ними с обеих сторон; голова немного шире, чем её длина, по крайней мере, у крупнокрылых. Все бёдра коричневые, с желтоватыми вершинами; голени и лапки жёлтые, передние голени часто слабо оттенены коричневым.  III-й членик усиков желтоватый, светлее IV-го членика. III-V тергиты брюшка шире переднеспинки. Максиллярные стилеты длинные. III членик усиков с тремя чувствительными конусами. Усики 8-члениковые, VIII членик сросшийся с VII члеником; сегмент III асимметричный; колокольчатые сенсиллы на II членике расположены вблизи вершины. Заднегрудной стерноплевральный шов отсутствует; мезопрестернум медиально сросся с мезоэустернумом, между этими пластинками с обеих сторон имеются швы. Брюшные тергиты II—VII с двумя парами удерживающих крыло щетинок.

## Классификация
Вид был впервые описан в 2022 году японскими энтомологами Shuji Okajima и Masami Masumoto (Laboratory of Entomology, Tokyo University of Agriculture, Ацуги, Канагава, Япония). Близок к видам Asianthrips dasycornis и Asianthrips longior.